# 阿廖娜·邦达连科

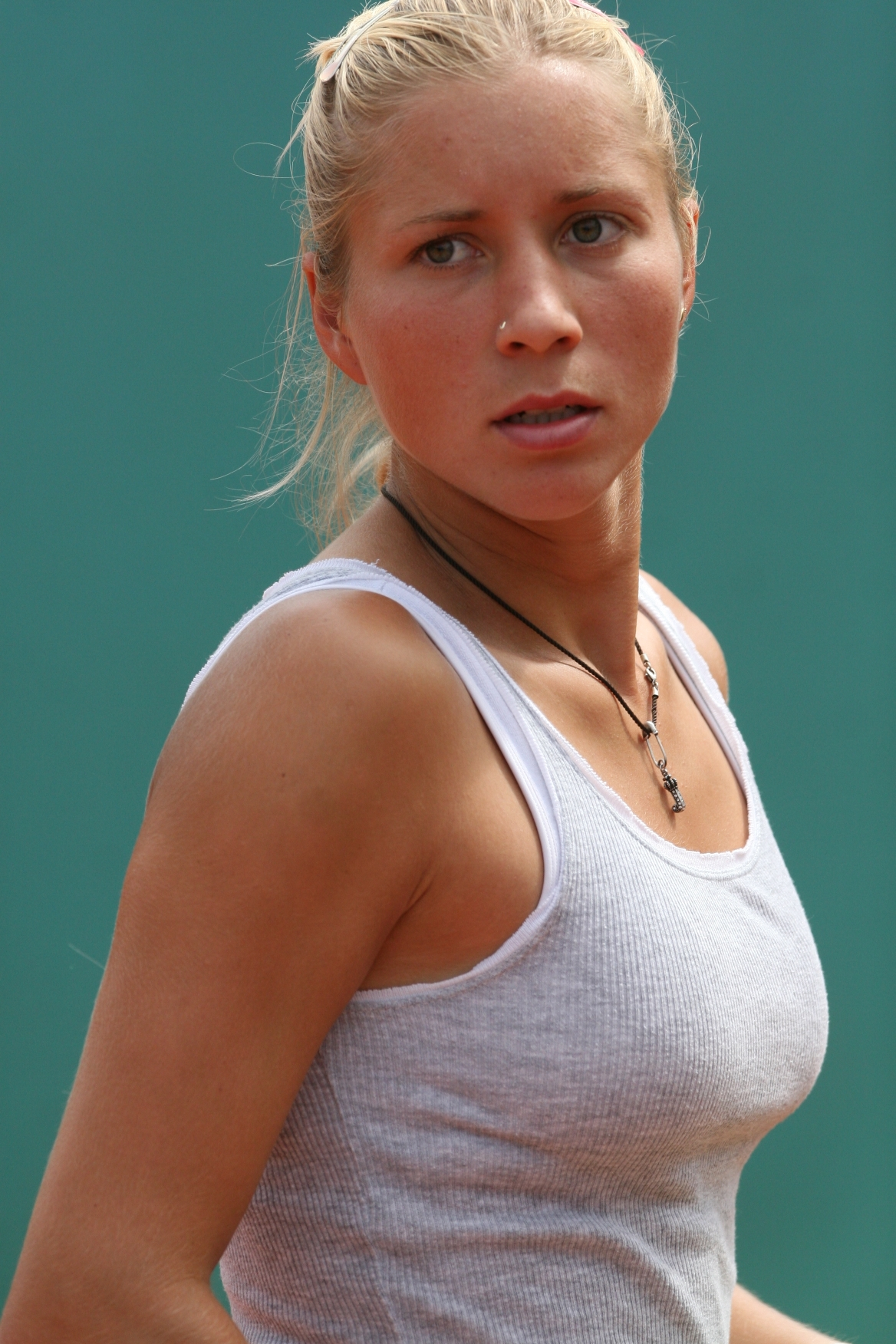
阿廖娜·邦达连科

阿廖娜·弗拉基米罗芙娜·邦达连科（羅馬化：Aliona Volodymyrivna Bondarenko；1984年8月13日—），生於克里沃罗格，乌克兰职业网球运动员，曾获得澳大利亚网球公开赛女子双打（2008年）冠军。

## 外部連結
- 官方网站（俄文）（英文）
- 阿廖娜·邦达连科的国际女子网球协会官方資料（英文）
- 阿廖娜·邦达连科的國際網球總會 職業／青少年 官方資料（英文）
- Fed Cup - Player profile - Alona BONDARENKO (UKR) （页面存档备份，存于）